# K2-3
K2-3 eller EPIC 201367065, är en ensam stjärna i södra delen av stjärnbilden Lejonet. Den har en skenbar magnitud av ca 12,17 och kräver ett kraftfullt teleskop för att kunna observeras. Baserat på parallax enligt Gaia Data Release 3 på ca 22,7 mas, beräknas den befinna sig på ett avstånd på ca 143 ljusår (ca 44 parsek) från solen. Den rör sig bort från solen med en heliocentrisk radialhastighet på 30 km/s.

## Egenskaper
K2-3 är en orange till röd dvärgstjärna i huvudserien av spektralklass M0 V, men är på gränsen att vara en sen orange dvärg (4 000 K är typiskt delningslinjen mellan spektralklass M och K). Den har en massa som är ca 0,55 solmassor, en radie som är ca 0,55 solradier och har ca 0,059 gånger solens utstrålning av energi från dess fotosfär vid en effektiv temperatur av ca 3 800 K.
Stjärnans närhet betyder att den är tillräckligt ljus för att göra det möjligt för astronomer att studera planeternas atmosfär för att avgöra om de liknar jordens atmosfär och möjligen innehåller liv.

## Planetsystem
K2-3 har tre bekräftade exoplaneter, upptäckta 2015. Alla är superjordar med låg täthet eller subneptuner, med den yttersta omloppsbana nära den inre kanten av den beboeliga zonen.
| Planet | Massa          | Halv storaxel (AE) | Siderisk omloppstid (d) | Excentricitet | Inklination            | Radie                 |
| ------ | -------------- | ------------------ | ----------------------- | ------------- | ---------------------- | --------------------- |
| b      | 5,11 ± 0,65 M🜨 | 0,0778 ± 0,0026    | 10,054626 ± 0,0         | <0,094        | 89,588 +0,12−0,100 °   | 2,078 +0,076−0,067 R🜨 |
| c      | 2,68 ± 0,85 M🜨 | 0,1414 ± 0,0047    | 24,646582 ± 0,000039    | <0,095        | >89,905 +0,066−0,088 ° | 1,582 ± 0,051 R🜨      |
| d      | <1,6 M🜨        | 0,2097 ± 0,0070    | 44,556456 ± 0,000097    | <0,097        | 89,788 +0,033−0,029    | 1,458 ± 0,051 R🜨      |